# Brasilien i olympiska vinterspelen 2018
Brasilien deltog i de olympiska vinterspelen 2018 i Pyeongchang, Sydkorea, med en trupp på nio atleter (sex män, tre kvinnor) fördelat på fem sporter.
Vid invigningsceremonin bars Brasiliens flagga av bobåkaren Edson Bindilatti.